# Tânia Martins
Tânia Martins, nome artístico de Elvira Tânia Lopes Martins (Licínio de Almeida, 23 de janeiro de 1957 — Vitória da Conquista, 25 de novembro de 2021) é uma poetisa brasileira. Nascida no distrito de Tauape (então pertencente a Urandi e que atualmente integra o território de Licínio de Almeida, emancipada daquela), desde a década de 1970 está radicada em Caetité, no estado da Bahia.

## Biografia
Filha de Edvardes Santana Martins e de sua esposa, Ana Evangelina Lopes Martins, irmã de Francisco Wbirajara Martins, Diana Martins, Rita Martins, Izolda Martins e Fernando Martins.Tânia fez os estudos primários em sua terra natal, vindo a Caetité para estudar o ginasial. Desde os dez ou onze anos começou a versejar, e teve os seus trabalhos recitados nas datas cívicas e solenes de sua terra natal.
Em Caetité, cidade com secular tradição educacional, vivenciou a vida cultural, publicando a sua primeira poesia ("Sou") no jornal universitário de Salvador O Shalom. Tendo cursado o Magistério, graduou-se em 1975.
Retornou ao distrito onde nasceu, lecionando até 1985. Ali ajudou na fundação do Centro Educacional Cenecista Padre Anchieta (do qual foi vice-diretora), acumulando, de dezembro de 1976 a 1982, os trabalhos do correio local.
Em 1986 transferiu-se definitivamente para Caetité, por razões familiares. Lecionou por breve período no Instituto de Educação Anísio Teixeira (IEAT) e no G. E. Monsenhor Bastos.
Começou a publicar os seus poemas nos jornais Tribuna do Sertão, O Tibagi (de Telêmaco Borba, no Paraná) e O Impacto (de Vitória da Conquista).
A partir da década de 1990 colaborou no jornal Imagem, com seus poemas e também na redação e revisão.

## Obra poética
- Em 1993 lançou o seu primeiro livro de poemas – Folha Solta[2] – com apoio de Francisco Adauto R. Prates. Ali reuniu algumas das poesias escritas ao longo de sua vida, num primeiro voo solo.
- Em agosto de 2000 publicou o livro Velas, que chegou a ser adotado como paradidático em atividades pedagógicas na cidade de Caetité.[2]
- Em 2002 lançou o seu terceiro livro poético: Questão de Escolha, expondo a maturidade de seu verbo lírico.

Outros trabalhos:
- Verso Natural, 2004
- Pura Beleza, 2004
- O Medo e a Ternura, 2005.

## Ativismo cultural
Sempre envolvida em movimentos culturais, por diversas vezes planejou a criação de uma academia de letras em Caetité, semente que finalmente veio a germinar no ano de 2001, junto a outros entusiastas do ideal. Tomou posse, assim, na cadeira número 3 da Academia Caetiteense de Letras, cujo patrono é o educador Anísio Teixeira, integrando a sua primeira diretoria como secretária. Ali também atua na secretaria editorial, trazendo a lume neste labor a revista Selecta Acadêmica, colaborando quer com os seus versos, quer no labor de editoração.
Em outubro do mesmo ano participou da produção do livro Talhos e Retalhos, da Secretaria Municipal de Educação, obra pioneira na divulgação e incentivo da arte de escrever na rede pública de ensino de Caetité.
Em 2005, após uma campanha de quase quatro anos, conseguiu capitanear a edição do primeiro livro coletivo da Academia Caetiteense, intitulado Broto.
Em novembro de 2021, após apresentar um quadro de hemorragia estomacal a escritora foi levada até a cidade de Vitória da Conquista, onde não resistiu e veio a óbito, no dia 25 daquele mês. Ao completar vinte e dois anos de sua fundação, a Academia Caetiteense realizou uma sessão em homenagem à escritora, cujo papel fora crucial para a criação da entidade.